# Everytime tha Beat Drop
Everytime tha Beat Drop är en sång med den amerikanska R&B-sångerskan Monica, producerad av Johnta Austin, Jermaine Dupri, Robert Hill, Charles Hammond, Deangelo Hunt, James Phillips och Dem Franchize Boyz för hennes femte studioalbum The Makings of Me (2007). Låten släpptes som skivans ledande singel i juli 2006 och fick generellt bra kritik av media. Singeln blev dock sångerskans lägsta listprestation sedan 2002s "All Eyez on Me". 

## Format och innehållsförteckning
| - 12" single 1. "Everytime tha Beat Drop" (Main Edit) - 3:42 2. "Everytime tha Beat Drop" (Clean Mix) - 3:42 3. "Everytime tha Beat Drop" (Instrumental) - 3:34 4. "Everytime tha Beat Drop" (Acappella) - 3:58 | - CD single 1. "Everytime tha Beat Drop" (Clean) - 3:42 2. "Everytime tha Beat Drop" (Dirty) - 3:42 |

## Listor
| Lista (2006)                         | Topp position |
| ------------------------------------ | ------------- |
| U.S. Billboard Hot 100               | 48            |
| U.S. Billboard Hot R&B/Hip-Hop Songs | 11            |
| U.S. Billboard Pop 100               | 84            |